# Remusatia vivipara
Remusatia vivipara är en kallaväxtart som först beskrevs av William Roxburgh, och fick sitt nu gällande namn av Heinrich Wilhelm Schott. Remusatia vivipara ingår i släktet Remusatia och familjen kallaväxter. Inga underarter finns listade.